# ケルデン条約
ケルデン条約（ケルデンじょうやく、トルコ語: Kerden Antlaşması、ペルシア語: عهدنامه گردان）は1746年9月4日に締結された、オスマン帝国とアフシャール朝ペルシアの条約。条約により、1743年から1746年までのオスマン・ペルシア戦争が終結した。

## 背景
サファヴィー朝末期、オスマン帝国はサファヴィー朝の内紛、社会不安と混乱に乗じてカフカースとペルシア西部を併合した。ホータキー朝アフガニスタンも大ホラーサーンの一部を併合した。そのため、サファヴィー朝のタフマースブ2世はアフシャール人のナーディル・シャーを軍の総指揮官に任命した。ナーディルはペルシアの失地の大半を回復した後、1736年にシャーの位についてアフシャール朝（1736年 - 1796年）を建てた。ナーディル・シャーは古代ペルシアのようにインダス川からボスポラス海峡までの大帝国を再建しようとした。彼は元サファヴィー朝領を再征服した後、オスマン帝国の東部領土（アナトリア半島東部とイラク）を併合しようとした。さらにスンナ派（オスマン帝国の主流派）とシーア派（ペルシアの主流派）の和解を試みた。彼は武力でオスマン帝国にシーア派を5つ目のマズハブとして認めさせようとした。しかし、両軍とも決定的な勝利は得られないと考え、これ以上戦争を続けても疲弊するだけとの結論を出したため、平和に動いた。

## 条約の内容
条約はナーディル・シャーの軍営のあるケルデンで締結された。アフシャール朝の代表はハサン・アリー・ハジ（Hasan Ali Haji）でオスマン帝国の代表はムスタファ・ナジフ（Mustafa Nazif）だった。条約の内容は下記の通り。
1. アフシャール朝とオスマン帝国の国境線は1639年のガスレ・シーリーン条約（英語版）で定められた国境線とする[3]。この国境線は現トルコ＝イラン国境とイラク＝イラン国境とほぼ同じである。
2. オスマン帝国は戦争中にサファヴィー家のサフィ・ミールザー（Safi Mirza）をペルシアのシャーと承認していたが、条約ではオスマン帝国がアフシャール朝をペルシアの正統政権と認めた。
3. オスマン帝国はペルシアのハッジ（巡礼者）によるオスマン領メッカへの巡礼を許可する。
4. アフシャール朝とオスマン帝国は3年毎に外交使節を派遣する[3]。
5. アフシャール朝とオスマン帝国は捕虜を釈放する[3]。
6. アフシャール朝はシーア派を5つ目のマズハブとして承認させる要求を取り下げる[3]。